# Calligyrus stokes
Calligyrus stokes är en rundmaskart som beskrevs av Timm 1970. Calligyrus stokes ingår i släktet Calligyrus och familjen Desmoscolecidae. Inga underarter finns listade i Catalogue of Life.